# Pararctophila bengalensis
Pararctophila bengalensis är en tvåvingeart som beskrevs av Kohli, Kapoor och Gupta 1988. Pararctophila bengalensis ingår i släktet Pararctophila och familjen blomflugor. Inga underarter finns listade i Catalogue of Life.